# Museo de las Momias de Quinto
El Museo de las Momias de Quinto es un museo público con sede en la antigua iglesia de la Asunción, en la localidad española de Quinto (Zaragoza).

## Historia
En la primavera de 2011 se realizaron una serie de trabajos de excavación en la nave central de la iglesia de la Asunción cuyo resultado fue el hallazgo de numerosos enterramientos, fechados entre el momento de construcción del edificio y 1831. Tras su desuso como espacio de culto, la iglesia sirvió como almacén de grano en los años 1960 y 1970 y el trasiego de vehículos de gran tonelaje provocó el hundimiento del suelo; por ese motivo, muchos cuerpos estaban fuera de los ataúdes y en un estado que dificultaba su documentación. 
Sin embargo, una quincena de esos enterramientos, de los siglos XVIII y XIX, se había conservado de forma excepcional, tanto los cuerpos momificados como los ropajes, zapatos y otros complementos. Desde ese momento, y hasta la primavera de 2018, se procedió a acondicionar el edificio con el objetivo de convertirlo en el primer museo de momias de España. Finalmente, fue inaugurado el 1 de junio.

## Sede
La iglesia de la Asunción, también denominada «el Piquete», data de comienzos del siglo XIV y su diseño se atribuye a Mahoma Rami, arquitecto de Benedicto XIII. Construida principalmente en ladrillo, aunque también se utilizó la piedra en algunos elementos como el zócalo de la torre, originalmente estaba dedicada a Santa María. Durante la guerra civil española sirvió como punto de observación, defensa, refugio de la población civil y de combate; debido a ello quedó muy dañada, especialmente la cara oeste de la torre, por lo que tras la contienda se decidió construir una nueva iglesia en la parte baja de la localidad. Tras su desacralización tuvo varios usos, principalmente como almacén de grano en los años 1960.
Desde entonces no estuvo abierta al público, hasta que en noviembre de 2017 se abrió como espacio sociocultural. Hasta ese año, y desde 1983, sufrió trece fases de restauración con el apoyo de la Diputación Provincial de Zaragoza. El 18 de septiembre de 2001 el Gobierno de Aragón declaró la iglesia como Bien de Interés Cultural en la categoría de Monumento.

## Colección
Se trata de un conjunto de 15 momias de diferentes edades (siete mujeres y varones adultos y ocho niños, entre los aproximadamente 70 años del más mayor y tan solo unos meses de vida los más jóvenes) que permanecieron en un estado de conservación excelente gracias a las condiciones de humedad y temperatura en el subsuelo del edificio.
Aparte de los restos humanos, se exponen distintos elementos hallados en los enterramientos, como ataúdes, rosarios, pulseras, botones, agujas, crucifijos o monedas. Además, también forman parte de la colección expositiva restos iberos, romanos e islámicos hallados en las distintas fases de excavación.